# 白井裕紀
白井 裕紀（しらい ゆうき、1977年9月15日 - ）は、北海道旭川市生まれ、札幌市育ちの男性歌手・作詞家である。血液型O型。身長177cm。体重61kg。

## 経歴
1996年、札幌より上京。東京でバンド活動を開始する。
様々なバンド活動の後、2004年にアニメ『テニスの王子様』第6期オープニングテーマ「Shining」でソロとしてメジャーデビュー。
2005年には、以前より活動していたバンドでミニアルバム『MoNiCA』をリリース。東京と札幌にてライブ活動を行う。同年11月に解散。
その後、作詞家として活動し現在に至る。郷ひろみ、KinKi Kids、堂本光一、TOKIO、KAT-TUN、関ジャニ∞、ジャニーズJr.、リア・ディゾン、黒木メイサ、椎名へきる、など幅広く作詞提供している。

## 作品

### シングル
インデックスミュージック（NECインターチャネル）より
1. Shining（c/w：MY DREAM）
2004年6月9日発売
テレビアニメ「テニスの王子様」6thオープニング主題歌
2. Hey,now!
2006年7月5日発売（初回生産限定盤）
「テニスの王子様 オン・ザ・レイディオ」26thオープニング主題歌

## 出演

### テレビ
- おはスタ（テレビ東京系列）
- さっぽろ雪まつり

## 楽曲提供
- 郷ひろみ -「強引Love!」
- 堂本光一 -「夜の海」「Love Me More」「Love and Loneliness」「Why don't you dance with me ?」「THE LADY IS A TRAMP」「Deep in your heart」「＋MILLION but－LOVE」「One more XXX...」「下弦の月」「Take me to...」「Addicted」「Get it on」「Reunion」「妖 ～あやかし～」「Awaken Yourself」
- 堂本光一 -「No more」＊米寿司の名義でリリース
- KAT-TUN - Precious one」「I'll be with you」「HELL,NO」
- 亀梨和也 -「'00'00'16〜sixteen seconds〜」
- 赤西仁 -「PINKY」
- TOKIO - 「The one to me」
- KinKi Kids - 「Nothing but you」「Through the night」
- 関ジャニ∞ - 「Explosion」「Confusion」「ケムリ」「明日を狙え!」「恋はブギウギロマンチック」
- ジャニーズJr. - 「バ・ニ・ラ〜Burn it up!〜」
- 舞闘冠 - 「Now and forever」
- Kis-My-Ft2 - 「Kis-My-Me-Mine」「Ready?」
- 千賀健永 - 「Exit」
- Ya-Ya-yah - 「Baby Babe」
- Sexy Zone - 「Hands up!」
- A.B.C. - 「Crush」
- A.B.C-Z - 「明日の為に僕がいる」（キノシタトモヤとの共作）「Trust in yourself」「INTO THE BREEZE」（新美香との共作）「残光」（新美香との共作）「Temptation Border」（新美香との共作）
- 橋本良亮 - 「浮遊」（新美香との共作）
- BOYS - 「夢色クロニクル」
- OSSaN - 「maze」
- 内博貴 - 「HI! HI! HIROCKY!」「JUICY」
- 中河内雅貴 - 「In the sky」「Your Story」
- リア・ディゾン - 「Love Paradox」「Under the Same Sky」「LOVE SWEET CANDY」「悲しみと笑顔の中で」「Without a good-bye」「BxKxRxxx」「Thank you」
- 黒木メイサ - 「LOST」
- 真崎修 - 「SKY」
- ダイナマイトSHU - 「TOMORROW」
- By断ち切り隊 - 「恋の激ダサ絶頂！」
- 大門大CV保志総一朗 - 「夢のカケラ」
- TEAM H（チャン・グンソク×BIG BROTHER） - チャムルマンクムチャマッソ -JPN ver.-日本語詞：白井裕紀．
- TEAM H（チャン・グンソク×BIG BROTHER） - SHAKE IT-JPN ver.-日本語詞：白井裕紀．
- DISH// - 1st single「It's alright」作詞：白井裕紀．
- キム・ボム - Album「Home Town」収録「夢の後先」作詞：白井裕紀．
- B1A4 - 1st Single「Beautiful Target」収録「Ready to go」作詞：白井裕紀．
- すとぷり - 「START」作詞：白井裕紀．[2]
- BUGVEL - 2nd Single「Heartbreaker」収録「Five Magics」